# 1919 en photographie
| Années de la photographie : 1916 - 1917 - 1918 - 1919 - 1920 - 1921 - 1922    |
| Décennies de la photographie : 1880 - 1890 - 1900 - 1910 - 1920 - 1930 - 1940 |

Cet article présente les faits marquants de l'année 1919 en photographie.

## Événements
- Le photographe allemand Christian Schad installé à Genève pratique la technique du photogramme, procédé de photographie sans appareil, en plaçant divers objets, des fragments de papier ou de tissu sur des feuilles de papier photosensible au soleil ; il appelle « compositions photographiques » ces photographies conçues comme des « collages immatériels » dans la lignée des collages dadaïstes[1].
- En France, la Section photographique et cinématographique des Armées (SPCA) cesse ses activités et devient un centre d’archives et de ressources documentaires patrimoniales placée sous la responsabilité du sous-secrétariat des Beaux-Arts[2].
- Adele Younghusband crée un studio photographique à Whangarei en Nouvelle Zélande.
- 18 août : création en Allemagne à Eisenach de la Deutsche Fotografische Akademie (de) sous le nom de Gesellschaft Deutscher Lichtbildner[3]
- Armand de Gramont crée la société Optique et précision de Levallois, spécialisée dans la fabrication d'appareils optiques pour l'armée, dont des « mitrailleuses photographiques » utilisées pour l'entrainement des pilotes de chasse[4].

## Photographies notables

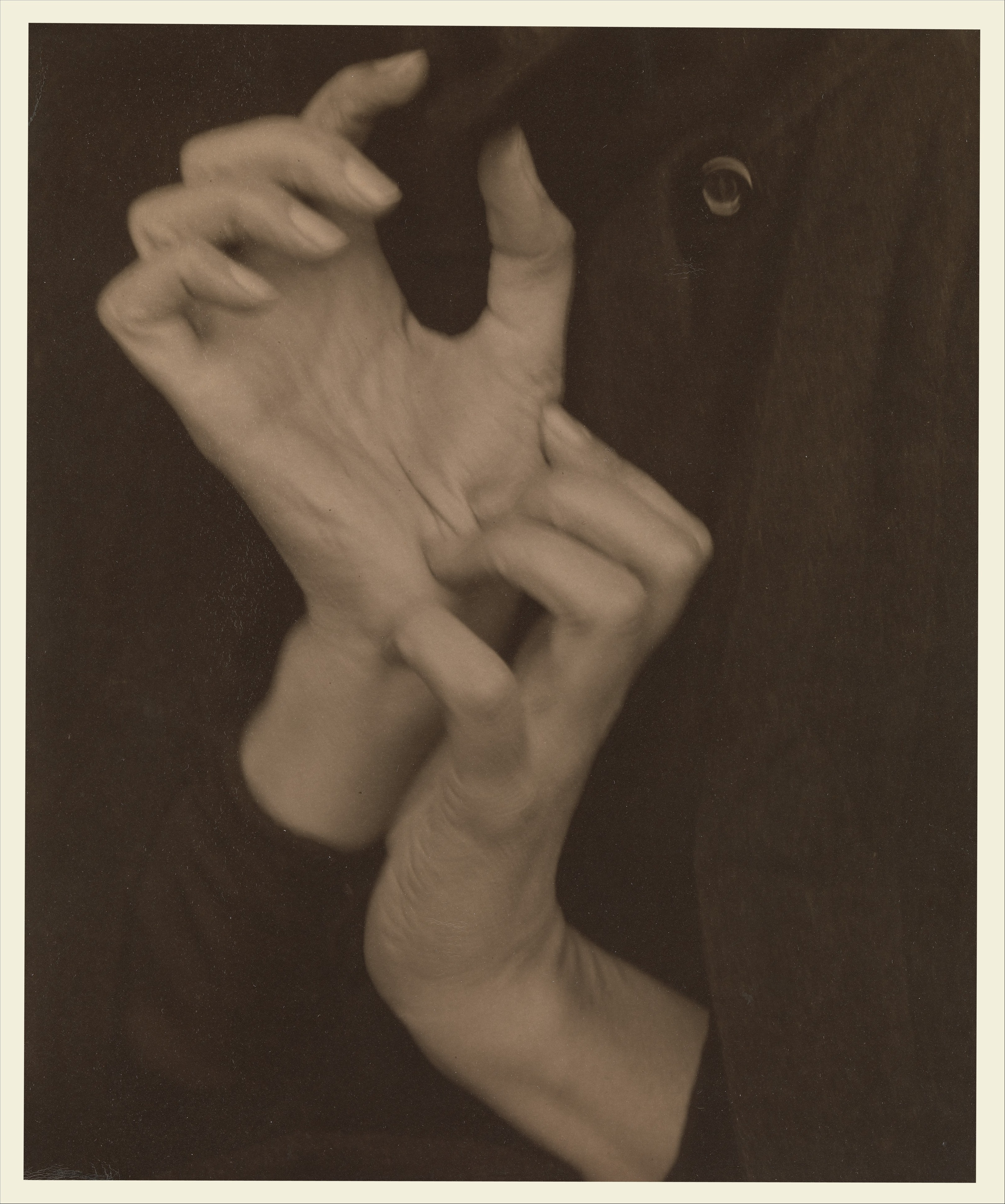
Alfred Stieglitz, Georgia O'Keeffe. Mains, impression palladium.

- Alfred Stieglitz, Georgia O'Keeffe. Mains (en)[5].

## Naissances
- 25 février : Margit Ekman, photographe finlandaise, morte le 19 août 2011.
- 18 mai : André Gamet, photographe français, mort le 17 mars 2017.
- 7 août : Ladislav Sitenský, photographe tchèque, mort le 1er novembre 2009.
- 28 août : Harold Corsini, photographe français, mort le 1er janvier 2008.
- 14 septembre  : Jun Miki, photojournaliste japonais, mort le 22 février 1992.
- 22 septembre : Frances McLaughlin-Gill, photographe de mode américaine, morte le 23 octobre 2014.
- 24 septembre : Staša Fleischmann, photographe tchécoslovaque, morte le 30 janvier 2020.
- 7 octobre : René Basset, photographe français, lauréat en 1958 du Prix Niépce, mort le 12 octobre 2021.
- 16 novembre : Étienne Bertrand Weill, photographe franco-israélien, mort le 28 janvier 2001.
- 24 novembre : Vsevolod Tarassevitch, photographe russe, mort en 1998.
- 28 novembre : Faye Schulman, photographe polono-canadienne, connue pour ses photographies des partisans juifs lors de leur lutte en Europe de l'Est pendant la Seconde Guerre mondiale, morte le 24 avril 2021.
- 9 décembre : Roy DeCarava, photographe américain, mort le 27 octobre 2009.
- Date précise inconnue ou non renseignée :
  - Martha McMillan Roberts, photographe américaine, morte en 1992.

## Décès
- 25 janvier : Rosalie Sjöman, photographe portraitiste suédoise, née le 16 octobre 1833.
- 22 mars : Georges Ancely, commerçant et photographe amateur français, actif dans le Sud-Ouest de la France, né le 1er janvier 1847.
- 5 avril : Lallie Charles, photographe irlandaise, née en 1869.
- 26 mai : Charles Herbert, peintre et photographe français, né le 22 mai 1829.
- 27 juin : Karl Emil Ståhlberg, photographe finlandais, né le 30 novembre 1862.
- 20 août : Émile Pricam, photographe suisse, né le 3 septembre 1844.
- 4 novembre : Sophie Tolstoï, autrice et photographe amateure russe, née le 22 août 1844.
- 12 décembre : Charles Gallot, photographe français, né le 9 avril 1838.
- 17 décembre : Georges Balagny, photographe français, mort le 16 février 1837.

## Célébrations
Centenaire de naissance
- José Albiñana
- George N. Barnard
- Charles Clifford
- René Dagron
- Eugène Disdéri
- Roger Fenton
- Edmond Fierlants
- Louis-Joseph Ghémar
- Aimé Laussedat
- Sergueï Levitski
- Ruperto López de Alegría
- Louis de Lucy-Fossarieu
- Benito Panunzi
- Alphonse Poitevin
- Thomas Sutton
- Jesse Harrison Whitehurst
- Ferdinand Tillard